# Djedhor
Djedhor est un prince de Sebennytos, père du roi Nectanébo Ier, lequel fonde la XXXe dynastie après avoir pris le pouvoir à la suite de Néphéritès II.